# Sebastian Skube
Sebastian Skube, né le 3 avril 1987 à Novo mesto, est un handballeur international slovène.
Il joue au poste d'arrière ou de demi-centre dans le club de Chambéry. Il est le frère aîné de Staš Skube, également handballeur international.

## Palmarès
Compétitions internationales
- Vainqueur de la Ligue SEHA (1) : 2013

Compétitions nationales
- Vainqueur du Championnat de Slovénie (2) : 2011, 2014
- Vainqueur de la Coupe de Slovénie (3) : 2011, 2013, 2014
- Vainqueur du Championnat du Danemark en 2016
- Finaliste de la Coupe de la Ligue (1) : 2022